# Batalha do Pântano de Vargas
A Batalha do Pantano de Vargas foi um confronto armado que ocorreu perto do município de Paipa em 25 de julho de 1819, entre tropas pró independência e tropas monarquistas na campanha de libertação para a independência da então Nova Granada, hoje Colômbia, Panamá, Venezuela e Equador.
Nele, um exército conjunto venezuelano e neogranadino, sob o comando de Simón Bolívar, pretendia bloquear a passagem das forças de apoio de José María Barreiro que se dirigiam para a cidade de Bogotá. Esta batalha revelou-se difícil para os homens de Bolívar, que chegaram perto da derrota, pois o exército estava exausto e desorganizado após escalar o Páramo de Pisba e atravessar o pântano. No entanto, o ataque de flanco do destacamento da Legião Britânica sob o comando do coronel James Rooke, e uma oportuna carga de cavalaria dos lanceiros do coronel Juan José Rondón, recém-chegados ao campo de batalha, reverteram a situação. Rooke, no entanto, ficou gravemente ferido no ataque e morreria alguns dias depois. Após este ataque, as tropas monarquistas fugiram para os Moinhos de Bonza, em Paipa.
Esta foi a batalha mais sangrenta e radical em solo colombiano durante a campanha de libertação. Graças a isso, o exército libertador chegou a Tunja em 4 de agosto de 1819 e venceu a Batalha de Boyacá em 7 de agosto de 1819.